# Маньшино (Тульская область)
Маньшино — деревня в Тульской области России. С точки зрения административно-территориального устройства входит в Шелепинский сельский округ Алексинского района. В плане местного самоуправления входит в состав муниципального образования город Алексин.

## География
Находится в северо-западной части региона, в пределах северо-восточного склона Среднерусской возвышенности, в подзоне широколиственных лесов, при автодороге 70К-003, на р. Крушма, к востоку от Алексина. Река запружена и образует Маньшинский пруд.
Абсолютная высота — 209 метров над уровнем моря.

### Климат
Климат на территории деревни, как и во всём районе, характеризуется как умеренно континентальный, с ярко выраженными сезонами года. Средняя температура воздуха летнего периода — 16 — 20 °C (абсолютный максимум — 38 °С); зимнего периода — −5 — −12 °C (абсолютный минимум — −46 °С).
Снежный покров держится в среднем 130—145 дней в году.
Среднегодовое количество осадков — 650—730 мм..

## Топоним
В ведомостях начала 19 в. именуется Никольское Маншино тож.

## История
В конце 18 в. принадлежало братьям Богучаровым.  Было довольно крупным селом (22 двора в собственности помещика Александра Александровича Лихачёва по ревизским сказкам 1816 года).
До революции — сельцо, относилось к Спас-Конинской волости Алексинского уезда. Жители были приписаны к епархии Храма во имя Преображения Господня в селе Спас-Конино.

## Население
| 2010 |
| ---- |
| 3    |

### Национальный и гендерный состав
Согласно результатам переписи 2002 года, в национальной структуре населения русские составляли 100 % из 17 чел.. Проживали по 10 мужчин и 7 женщин.

## Инфраструктура
Личное подсобное хозяйство.

## Транспорт
Деревня доступна автотранспортом. Остановка общественного транспорта «Маньшино». 